# Google Drive
Google disk (engl. Google Drive — Google drajv) je servis za skladištenje i sinhronizaciju datoteka. Dozvoljava korisnicima da skladiše datoteke i fascikle u oblak, dele datoteke, izmenjuju dokumenta, tabele i prezentacije. Google disk obuhvta Google Docs,  i Slides, kancelarijski paket koji dopušta mogućnost istovremenog unošenja izmena dokumenata, tabele, prezentacije, crteža, obrasce i još mnogo toga.
Google disk je pokrenut 24. aprila 2012. godine, i imao je 240 miliona mesečno aktivnih korisnika do oktobra 2014. Google je septembra 2015. objavio da imaju preko milion individualnih ili organizaciono plaćenih korisnika Google diska, i da su napravili nove bezbednosne i privatnosne dodatke.

## Klijent
Kako bi Google disk sinhronizovao datoteke između korisnikovog računara i Google disk skladišta, Google disk "klijent" softver mora da bude pokrenut na korisnikovom računaru. Klijent komunicira sa Google diskom i sinhronizuje podatke.
Google disk klijent softver je dostupan za: Windows XP i novije NTFS particije, Mac OS X 10.6 (Snow Leopard) i novije, Android telefone i tablete sa Android 2.1 (Eclair) i novijim, iPhone i iPad uređajima sa iOS 5.0 i novijim. Najnoviji Google disk klijent softver ne radi najbolje pod Snow Leopard (OS 10.6) operativnim sistemom, vraćajući poruku za loš GPU. Izmenom najnovijeg klijenta sa starijom verzijom popravlja problem, mada automatsko ažuriranje može opet da ga instalira.
Iako ne postoji zvanični klijent softver za Linux, Google disku se može direktno pristupiti korišćenjem GDFS, gdrivefs ili google-drive-ocamlfuse, koji su FUSE zasnovani fajl sistemi podržani od strane Google diska. Google disk takođe može biti pristupljen sa Linux operativnog sistema pomoću projekata otvorenih sadržaja kao što je grive2.
Google je naveo da Google disk online skladište će biti čvrsto povezan sa Chrome OS verzija 20.
Google disku se može pristupiti offline na Google Chrome pomoću Chrome aplikacije, koja može biti instalirana sa Chrome veb-prodavnice. Dokumenti, tabele, prezentacije i crteži mogu se posmatrati i biti izmenjeni offline preko samostalnih Chrome aplikacija. Google disk za Android i iOS podržava offline pregled svih vrsta datoteka. Offline uređivanje za dokumenta i tabele su podržani kroz samostalne aplikacije za mobilne uređaje.

## Skladište
Google daje svakom korisniku 15GB online skladišta, koji se deli na njegova tri najkorišćenija servisa, Google Disk, Gmail i Google+ foto. Korisnici mogu da imaju i veće skladište uz mesečnu pretplatu. Dokumenta sa ekstenzijama .gdoc, .gslides i .gsheet ne zauzimaju memoriju u skladištu. U Google+ foto, slike koje ne prevaziđu 2048 x 2048 piksela i video formati kraći od 15 minuta takođe ne zauzimaju memoriju u skladištu. Otpremanje datoteka Microsoft Office i OpenDocument formata (sa mogućnosti menjanja formata) mogu biti konvertovane u Google-ove formate i biti sačuvane bez zauzimanja memorije u skladištu.
| Skladište | Mesečna cena |
| --------- | ------------ |
| 15 GB     | Besplatno    |
| 100 GB    | $1.99        |
| 1 TB      | $9.99        |
| 10 TB     | $99.99       |
| 20 TB     | $199.99      |
| 30 TB     | $299.99      |

Google nudi 30GB skladišta za sve Google Apps korisnike i neograničeno skladište za one koji koriste Google disk za posao ili Google disk za edukaciju, dokle god ima barem 5 članova. Grupe sa manje od 5 članova dobijaju 1TB po korisniku.

## Karakteristike

### Deljenje sadržaja
Google disk sadrži sistem za deljenje datoteka i fascikla u kojem je tvorac datoteke ili fascikle podrazumevani vlasnik. Vlasnik može regulisati javnu vidljivost svojih datoteka i fascikli. Vlasništvo se može izmeniti. Datoteke i fascikle mogu se privatno deliti sa određenim korisnicima, koji imaju Google nalog, koristeći njihove @gmail.com adrese e-pošte. Deljenje datoteka sa korisnicima koji nemaju Google nalog se radi pomoću opcije “svako sa linkom”. Ovo stvara tajni URL za datoteku, koji može da se deli preko e-pošte, postavljati na blogove i slično. Datoteke i fascikle mogu takođe da budu postavljene na “javno na Internetu”, što omogućava i pretraživačima da ih nađu. Vlasnik može da podesi nivo pristupa za regulisanje dozvole. Tri nivoa su ponuđena:
- Može menjati
- Može da komentariše
- Može da vidi

Korisnici sa pristupom za uređivanje mogu pozvati druge ljude i da odobre isti pristup.

### Podrška formata
Google Drive na vebu ima podršku za sledeće formate:
- Google Docs, Sheets, Slides, Forms, Drawings
- Slike (.JPEG, .PNG, .GIF, .TIFF, .BMP, .WEBP)
- Video (WebM, .MPEG4, .3GPP, .MOV, .AVI, .MPEGPS, .WMV, .FLV, .OGG)
- Audio formati (MP3, MPEG, WAV, .ogg)
- Tekstualni format (.TXT)
- Markup/Kod (.CSS, .HTML, .PHP, .C, .CPP, .JS)
- Microsoft Word (.DOC i .DOCX)
- Microsoft Excel (.XLS and .XLSX)
- Microsoft PowerPoint (.PPT and .PPTX)
- Adobe Portable Document Format (.PDF)
- Apple Pages (.PAGES)
- Adobe Illustrator (.AI)
- Adobe Photoshop (.PSD)
- Autodesk AutoCad (.DXF)
- Scalable Vector Graphics (.SVG)
- PostScript (.EPS, .PS)
- Fontovi (.TTF)
- XML Paper Specification (.XPS)
- Arhive (.ZIP, .RAR, tar, gzip)

datoteke drugih formata mogu biti otvorene pomoću nezavisne aplikacije treće strane koje rade sa Google diskom. Google disk aplikacije za Android i iOS mogu da koriste i druge aplikacije instalirane na uređaju za otvaranje nepodržanih tipova.

### Ograničenja podataka
Otpremljene datoteke, koji nisu konvertovane u Google Docs formate, mogu da zauzimaju najviše 5TB. Kreirane ili otpremljene datoteke veće od 5TB ne mogu da se gledaju na Google disku. Ugrađene slike ne smeju prevazići 2MB po slici.
Postoje i granice, specifične za tip datoteke:
DokumentaDokumenta su ograničena na 1.024.000 karaktera, bez obzira na broj stranica i veličine fonta. Otpremanje dokumenta ne koji se konvertuju u format Google Docs ne može biti veći od 50MB.
TabeleSva ograničenja na tabelama su uklonjene u novijim verzijama Google Sheets. U starijoj verziji, moglo je da bude najviše 256 kolona po listu i 200 listova, sa oko 400.000 ćelija. Otpremljene tabele koje su pretvorene u format Google tabela ne može biti veći od 20MB, i treba da budu manje od 400.000 ćelija i 256 kolona po listu.
PrezentacijePrezentacije kreirane u Google Slides mogu da zauzimaju do 100MB, što je oko 400 slajdova. Otpremljene prezentacije datoteke koje su pretvorene u format Google Slides mogu biti veličine do 50MB.

### Pretraga
Rezultati pretrage mogu biti suženi po tipu, vlasništvu, vidljivosti i slično. Google disk podržava logičke operatore.
Koristeći Google Goggles i Optical Character Recognition (OCR) tehnologiju, korisnici mogu da vrše pretragu slike opisujući ih ili imenovanjem stvari koje se nalaze u slici. Na primer, pretraga za "planina" vraća sve fotografije planine kao i sve tekstualne dokumente o planinama. Ovako je moguće pretražiti tekst u prvih 100 strana tekstualnog dokumenta i PDF datoteke, kao i prvih 10 strana PDF dokumenta koji se zasniva na slikama. Tekst u slikama i PDFovima može se izdvojiti pomoću OCR.

### Metapodaci
Opisno polje je dostupno za datoteke i fascikle koje korisnici mogu da koriste i u njima je moguće dodati relevantne metapodatke. Sadržaj u opisu polja se takođe indeksira od strane Google diska i pretraživača.
Google disk trenutno ne podržava metapodatke u obliku labela kao što Gmail i Google Keep to rade.

### Dostupnost za slabovide osobe
Juna 2014. godine, Google je objavio veliki broj ažuriranja Google disku, među kojima je i usluga za korisnike sa oštećenim vidom. Ovo uključuje bolju pristupačnost na tastaturi, podršku za zumiranje, visoki kontrast i slično.

### Sačuvaj na Google Disk
Google nudi ekstenziju za Google Chrome Sačuvaj na Google Drive, koji omogućava korisnicima da sačuvaju veb sadržaj na Google disk kroz akciju pretraživača ili preko menija. Dok dokumenta i slike mogu biti sačuvani direktno, veb stranice mogu biti sačuvane u obliku slike (slika će biti sačuvana u obliku vidljivog dela stranice koji korisnik vidi ili u obliku cele stranice), kao sirov HTML, ili Google dokument. Korisnici moraju da budu ulogovani u Chrome kako bi mogli da koriste ekstenziju.

## Profesionalna izdanja

### Google disk za posao
Google disk za posao je premijum verzija Google Apps for Work, objavljena na Google I/O konferenciji 25. juna 2014. godine i odmah je postao dostupan. Servis ima neograničen prostor za skladištenje, napredna izveštavanja, kao i eDiscovery usluga, koju Google naziva "nova struktura kontrola koja dozvoljava administratorima da prilagode Google disk u preduzeću, kao na primer, koji zaposleni mogu instalirati klijent za sinhronizaciju za desktop". Korisnici mogu da postave datoteke velike i do 5TB. Za preduzeća sa manje od 5 korisnika, ograničenje za skladištenje je fiksirano na 1TB po korisniku.
Google nudi podršku svim svojim premijum korisnicima 24 sata dnevno.

### Google disk za edukaciju
Google disk za edukaciju objavljen je 30. septembra 2014. godine. Dostupan je besplatno za sve korisnike Google Apps for Education. Uključuje neograničeno skladište i podršku za pojedinačne datoteke do 5TB veličine.

## Dokumenta, tabele i prezentacije
Google Docs, Sheets i Slides predstavljaju besplatan kancelarijski paket koji nudi Google, i integrisan je u Google disk. Dozvoljava korisnicima da kreiraju i izmene dokumenta online, kao i saradnju sa drugim korisnicima u realnom vremenu. Od oktobra 2012. godine, dokumenti, tabele i slajdovi respektivno se odnose na programe za obradu teksta, tabela i prezentacija. Ove tri aplikacije su dostupne i kao nezavisna veb, Android i iOS aplikacija koja može da radi i offline. Aplikacije su kompatibilne sa Microsoft Office formatima. Paket se sastoji i od Google Forms, Google Drawings i Google Tables (beta verzija). Sve datoteke napravljene sa aplikacijama su podrazumevano sačuvane na Google disku.

## Popularnost
Novembra 2013. godine, Google je objavio da Google disk ima 120 miliona aktivnih korisnika, što je cifra koju kompanija izjavljuje prvi put.
Juna 2014. godine, na Google I/O konferenciji, Sundar Pichai objavio je da Google disk ima 190 miliona mesečno aktivnih korisnika, a da se koristi u 58% firmi i na 72 svetska univerziteta.
Oktobra 2014. godine, saopšteno je da Google disk ima 240 miliona mesečno aktivnih korisnika. To znači da je Google stekao povećanje od 50 miliona korisnika za samo 5 meseci.

## Pristup sa mobilnog telefona
Google disk aplikacija za Android i iOS podržao je uređivanje dokumenata i tabela do aprila 2014. godine. Posle toga su napravljene nezavisne aplikacije za Docs, Sheets i Slides. Google disk aplikacija na Android uređajima dozvoljava korisnicima da uslikaju fotografiju nekog dokumenta, znak ili neki drugi tekst i koriste optičko prepoznavanje znakova za pretvaranje u tekstu koji mogu da se menjaju. Safari pretraživač na iPhone-u omogućava korisnicima da vide dokumente, tabele i prezentacije i da se uredi ili naprave Google dokumenti ili tabele. Većina drugih mobilnih uređaja takođe može da pregleda i uređuje dokumenta i tabele koristeći mobilni pretraživač. PDF datoteke mogu da se pregledaju, ali ne i uređuju.

## Spoljašnje veze
- Zvanični vebsajt Google diska
- Zvanični vebsajt Google diska za posao Архивирано на веб-сајту  (18. новембар 2015)
- Zvanični vebsajt Google Apps za posao